# كويست (شركة)
كويست، هي شركة يابانية لتطوير ونشر ألعاب الفيديو، تأسست سنة 1988، وكان مقرها في العاصمة اليابانية طوكيو، وتم حل الشركة سنة 2003، أنتجت عدة ألعاب، ومنها لعبة تاكتيكس أوغر.